# 大森屋
株式会社大森屋（おおもりや、英: Ohmoriya Co., Ltd.）は、大阪府大阪市此花区西九条に本社を置く、海苔やふりかけを主力とするマス広告を積極的に行う食品メーカーである。
コーポレート・キャッチコピーは「つくるひとが楽しい、食べるひとがうれしい。」。

## 事業所
- 本社・大阪支店

大阪市此花区西九条1丁目1番60号
- 大阪特販課

大阪市此花区西九条1丁目1番60号
- 東京支店

東京都練馬区高野台2丁目27番17号
- 福岡工場

福岡県柳川市大和町豊原111番地
- 広川工場

福岡県八女郡広川町大字日吉548番16号
- 流通センター

兵庫県西宮市山口町阪神流通センター1丁目93番地
- 営業所

仙台市、さいたま市、横浜市、名古屋市、岡山市、広島市、福岡市

## 主な商品
- 味付のり
- 焼のり
- バリバリ職人
- ふりかけ
- お茶漬
- スープ
- ギフト

など

## 沿革
- 1927年4月 - 大阪市で創業。
- 1955年3月 - 大阪市福島区大野町に、加工海苔の製造販売を目的に、株式会社大森屋を設立。
- 1995年6月 - 日本証券業協会に登録され、株式を店頭公開。
- 1998年4月 - 大森実業株式会社を吸収合併。
- 1999年3月 - 「お茶漬亭」の製造販売を開始。
- 2001年7月 - 「お吸いもの亭」の製造販売を開始。
- 2004年12月 - 株式会社ジャスダック証券取引所に株式を上場。
- 2005年2月 - 「しじみわかめスープ」の製造販売を開始。
- 2008年8月 - 「カリカリ梅」シリーズの製造販売を開始。
- 2010年4月 - ジャスダック証券取引所と大阪証券取引所の合併に伴い、大阪証券取引所（JASDAQ市場）に上場。
- 2013年7月 - 大阪証券取引所の現物市場が東京証券取引所の現物市場に統合のため、東京証券取引所（JASDAQ市場）に上場。
- 2018年2月 - 「バリバリ職人」シリーズの製造販売を開始。
- 2021年8月 - 大阪市此花区西九条1丁目1番60号（現在地）に、本社を移転。

## CMキャラクター
現在
- 田畑志真

過去
- 鈴木杏樹
- 三田寛子
- 春川ますみ
- 富田靖子
- 池上季実子

## スポンサー番組（全て過去）
- ただいま恋愛中（笑福亭仁鶴・コメディNo.1時代、朝日放送のみでのスポンサー）
- クイズタイムショック（テレビ朝日系）
- ご存知!平成一番人気（毎日放送制作・TBS系）
- ダウトをさがせ!（同上）
- オレたちのオーレ!（同上）
- 逸見のその時何が!（同上）
- 三枝の爆笑美女対談（関西テレビ制作・フジテレビ系、末期）
- 関西テレビ制作・月曜夜10時枠の連続ドラマ（同上）
- 三枝の国盗りゲーム（朝日放送制作・テレビ朝日系、最末期） ほか
  - 現在はスポットCM中心。

## その他
- ポーランド民謡「森へ行きましょう」の替え歌をCMソングにしている。